# Faille d'Aspy
La faille d'Aspy est une faille de l'Île du Cap-Breton en Nouvelle-Écosse. Cette faille court vers le sud, du Cap Nord vers la baie Aspy.
La faille situe dans le parc national des Hautes-Terres-du-Cap-Breton. Elle peut être découverte en empruntant le sentier Mica Hill ou la piste Cabot.

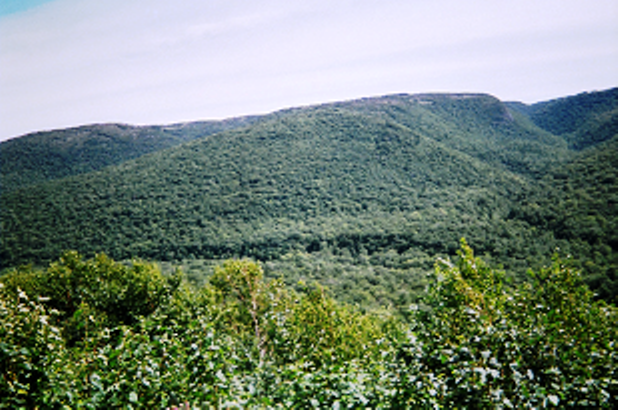
La faille d'Aspy vue de la piste Cabot